# نیتروسفین
نیتروسفین (انگلیسی: Nitrocefin) یک سوبسترای سفالوسپورین کروموژنیک است که به طور معمول برای تشخیص وجود آنزیم‌های بتالاکتاماز تولید شده توسط میکروب‌های گوناگون استفاده می‌شود. مقاومت با واسطه بتالاکتاماز در برابر آنتی‌بیوتیک‌های بتالاکتام مانند پنی‌سیلین، مکانیسم مقاومت گسترده‌ای برای تعدادی از باکتری‌ها از جمله اعضای خانواده انتروباکتریاسه، گروه اصلی باکتری‌های گرم منفی روده‌ای، است. روش‌های دیگری برای تشخیص بتالاکتاماز از جمله PCR وجود دارد. با این حال، نیتروسفین امکان تشخیص سریع بتالاکتاماز را با استفاده از مواد کم و تجهیزات ارزان قیمت فراهم می‌کند.